# 卡內基圖書館華盛頓特區
Apple 卡内基图书馆 (Apple Carnegie Library) 也被称为华盛顿卡内基图书馆、中央公共图书馆，现在是苹果公司在美国华盛顿特区弗农山广场原卡内基图书馆内一层开设的一间Apple Store零售店。该建筑为布杂艺术建筑风格，于1903年首次向公众开放、由安德鲁·卡内基捐建。2017年，苹果获准对其部分空间进行改造并在2019年5月11日开业。华盛顿哥伦比亚特区历史学会也位于图书馆内。

## 历史
这是华盛顿特区的第一座卡内基图书馆，也是特区第一座废除种族隔离的公共建筑。
1969年"中央公共图书馆"被列入国家历史名胜名录。
在人满为患之前，它被用作华盛顿特区的中央公共图书馆已有近70年的历史。中央图书馆随后被移至马丁·路德·金纪念图书馆。在关闭十年后，它被作为哥伦比亚特区大学的一部分进行了翻新。
1999年，它成为华盛顿特区历史学会的总部。华盛顿城市博物馆于2003年5月在图书馆开放，但不到两年后关闭。
2014年，图书馆维护方Events DC两次试图将国际间谍博物馆迁入图书馆，但未能获得历史保护批准。
2016年9月，苹果公司提议将图书馆改造为华盛顿特区的第二家Apple Store。2017年，苹果与卡内基图书馆维护方Events DC达成协议在其内部开设一家Apple Store。彼时卡内基图书馆正因资金匮乏而难以进行维修工作。苹果提出将主动承担修复建筑的责任。为此，自2017到2019年，苹果为该项目投入超过三千万美元，其中七百万美元用于建筑物外立面修复工作，三十万美元用于楼梯修复工作，两百万美元用于场地和景观美化工作。2019年5月11日，该建筑更名为Apple 卡内基图书馆并正式开业。此后十年内，苹果将每年向Events DC支付七十万美元租金。Apple每天提供免费课程，主要讨论摄影、电影制作、音乐创作、编码、设计等。2019年10月9日由苹果制作的电视连续剧《奥普拉图书俱乐部》的第一集在图书馆现场观众中拍摄。该集于同年11月1日首映。
该建筑现在还拥有位于二楼的华盛顿哥伦比亚特区历史中心和地下室的卡内基画廊（包括有关该建筑起源和历史的历史照片和文件）。

## Apple商店
该店并未对建筑结构做大的改动，而是尽量恢复了其历史原貌。但在中庭，苹果依旧布置了巨大的Forum 互动坊 6K显示屏和Today at Apple讲座区域，使其拥有新一代Apple Store的共有特征。该店目前周一到周六从早上九点营业至晚上八点，周日从午间十一点营业至傍晚七点，提供苹果在美国发行产品的体验与购买、Today at Apple 讲座、Genius Bar 天才吧等服务。